# Fungia concinna
Fungia concinna là một loài san hô trong họ Fungiidae. Loài này được Verrill mô tả khoa học năm 1864.